# Romerska rikets militär
Romerska rikets militär utvecklades under hela Romerska rikets existens.

## Armén under kungatiden och den tidiga republiken, 700-talet till 300-talet f.Kr.
Det antika Roms arméer kom att dominera den dåtida världen, men från början påminde den romerska armén mycket om den grekiska. I krigstider ställde varje valkrets i Rom upp ett bestämt antal Centurior soldater. En Centuria bestod i teorin av 100 män (därav ”Cent”uria), men i regel bestod de av endast 60-80 män. Någon säker förklaring till detta känner man ej till, men utgår ifrån att det orsakats av förluster eller helt enkelt en oförmåga att mobilisera det fulla antalet Centurior i varje valkrets. De olika valkretsarna ställde upp olika typer av trupper beroende på välståndsnivå. De fattigaste valkretsarna ställde upp velites, lätta trupper beväpnade med kastspjut vars uppgift var att medelst sina projektiler understödja huvudfalangens trupper. Motsvarigheten till våra dagars medelklass formade spjutfalangen och basen i den romerska armén. Adeln ställde upp equites, ryttare, för att angripa fienden runt huvudfalangen.
Huvudfalangen bestod av en sorts hopliter. Soldaterna var beväpnade med Hasta, en sorts långa stötspjut, samt hjälm, sköld och vilken rustning soldaten i fråga hade råd med. Den romerska spjutfalangen delade både problem och styrkor med sin grekiska motsvarighet. Den största styrkan var den närmast oslagbara fronten där varje fiende mötte flera spjutspetsar vid varje anfall. Den främsta svagheten var en brist på flexibilitet, den långa, täta, spjutfalangen var svårmanövrerad och bröts lätt i svårforcerad terräng. Med svårforcerad menas allt ifrån växtlighet och stenblock till smärre höjdskillnader. I den grekiska armén ignorerades problemet och man valde att bygga vidare på den stora styrkan framåt genom att förlänga Sarissorna. I Rom blev spjutfalangen bristande i krigen med samniterna, då man gick flera förödande nederlag till mötes. För att kunna manövrera på slagfältet och slåss jämlikt med sina fiender behövde falangen överges. istället införde man maniplar, en manipel bestod av två centurior. Dessa Maniplar placerades i tre linjer med de yngsta männen främst, de något äldre i mitten samt de äldsta och mest erfarna i sista ledet. Den bakomvarande linjens maniplar var placerade bakom luckorna i den framförvarande linjen. Detta för att kunna förstärka där det snabbast skulle komma att behövas, eller vid behov för att låta ett uttröttat främre led falla tillbaka genom den bakre linjen för att vila.  De tre ledens uppdelning hade också den effekten att de största förlusterna gjordes hos de yngsta, som i regel var sämre rustade än de äldre på grund av den ekonomiska skillnaden mellan åldrarna, samt att de främre leden visste att de stöddes av mer erfarna trupper och att de tryggt kunde falla tillbaka vid behov. De tre leden räknades som olika truppslag, de yngsta kallades helt enkelt Hastati (ung: Spjutsoldater), de i mitten Principes (ung: De främsta, kanske för att de var i blomman av sin ålder och bättre beväpnade än de yngre), de i tredje ledet kallades Triarii (ung: Tredje ledet).
Det är denna huvudfalang som kom att förändras mest under den romerska arméns framväxt, det var denna armégren som skänkte Rom segern i många krig och gjorde ett imperium möjligt. När den stora falangen brutits upp var det inte längre fördelaktigt med de otympliga ”Hasta” vilka inte var lämpliga för snabba manövrer eller strid mer baserad på den enskilde soldaten än på falangens täthet. Detta ledde till att man gradvis ersatte de långa stötspjuten med korta svärd, stora fyrkantiga sköldar och kastspjut. Spjuten kastades innan man gick i närkamp med fienden, i närkampen brukades det korta svärdet ”gladius” i kombination med skölden och målsättningen var att soldaterna skulle strida skuldra mot skuldra precis som i den gamla spjutfalangen. Skillnaden låg i att man inte längre hade problem med svårforcerad terräng och varje soldat kunde strida ensam om det skulle krävas. Strid en mot en var aldrig att rekommendera med det långa spjutet, det korta svärdet däremot var väl lämpat för denna typ av drabbning.

## Armén under den sena republiken, 100-talet till 27 f.Kr.
Trots den nya beväpningen av trupperna delades de romerska soldaterna fortfarande in i tre truppslag och ställdes upp i manipelordning. Detta kom dock att förändras omkring 100 f.Kr. då Gaius Marius genomförde en stor härreform. Fram till denna punkt hade Rom ingen yrkesarmé; man kallade in soldater i krig, de fick sin träning, segrade (eller dog) och återgick sedan till sina ursprungliga yrken. Detta hade den negativa effekten att trupperna sällan var erfarna eller särskilt vältränade, man kunde därför inte manövrera och strida så väl som Marius ansåg var nödvändigt. Därför kom den inkallade hären att ersättas av en yrkesarmé vars soldater bands till en viss legion och general i tio år, därefter var det generalens uppgift att se till att soldaterna fick land att bruka och bo på då de pensionerades. Följden av detta var att soldaterna blev alltmer trogna sin härförare, snarare än senaten och Rom. En annan effekt av Marius reform var att alla legionärer (den tidigare huvudfalangen) fick likadan utrustning, de delades därför inte längre in i tre truppslag och manipelordningen avskaffades i princip. Det fanns fortfarande ett system som gjorde det möjligt att mitt under en strid rotera soldaterna mellan leden för att ge tid till återhämtning. Då manipelordningen avskaffades försvann egentligen också maniplarna. Istället för att para ihop centuriorna två och två till maniplar delade man in dem i grupper om sex centurior, så kallade kohorter. Kohorterna i sin tur grupperades i legioner om tio kohorter. Tidigare hade ”legion” helt enkelt betytt hela Roms mobiliserade armé, oavsett storlek på styrkan. Kohort i sin tur hade betytt icke-romerska hjälptrupper.
Den klassiska beväpningen för en sentida romersk legionär var en fyrkantig sköld (scutum), ett kort svärd (Gladius) samt ett eller två kastspjut (Pilum - plural Pila). Ett Pilum kunde kastas med god träffsäkerhet 15-20 meter och hade en lång (c a 25 centimeter) metallspets försedd med hullingar (för att sårade fiender inte skulle kunna fortsätta slåss och för att penetrerade sköldar skulle behöva kastas åt sidan). Senare i den romerska historien användes Pila med en spets som böjdes när spjutet träffade målet eller marken. Detta innebar att fienden inte kunde kasta tillbaka spjutet. Det gick dock snabbt att reparera med några hammarslag, efter att striden var avgjord.
Det var dock inte bara huvudfalangen i den Romerska armén som förändrades, också veliterna och equiterna kom att genomgå en stor förändring. I stort sett slutade man att använda romare i de nyss nämnda truppslagen. I stället lät man kuvade eller allierade folkslag överta dessa positioner. Romerska equiter ersattes bland annat av numidier och galler, veliterna ersattes av slungare från Rhodos, bågskyttar från Kreta och spjutkastare från Trakien.  
Efter denna härreform var den romerska armén sådan som de flesta känner den, disciplinerad, lojal och nästan oslagbar.